# Fate (joc video)
Fate (cu sensul de Soarta) este un joc de rol de acțiune pentru un singur jucător din 2005, lansat inițial pentru PC de WildTangent. Fate a fost lansat pentru clientul PC Steam la 12 decembrie 2013. Trei continuări – intitulate Fate: Undiscovered Realms⁠(d), Fate: The Traitor Soul⁠(d) și Fate: The Cursed King⁠(d) – au fost lansate în 2008, 2009 și, respectiv, 2011.

## Recepție
Jocul a fost primit pozitiv de critici, obținând un scor mediu de 80% peGameRankings  și un scor de 80/100 la Metacritic. 
Greg Kasavin de la GameSpot l-a numit „un joc de înaltă calitate care oferă foarte bine un concept care nu este ambițios, dar este bine cunoscut pentru că este distractiv și captivant”, subliniind în același timp asemănarea puternică cu Diablo de la Blizzard Entertainment.  Scriind pentru GameSpy⁠(d), William Abner a lăudat jocul ca fiind „design elegant” și a evidențiat farmecul și personalitatea graficii jocului și a animațiilor pentru animale de companie.  Ambii recenzori au apreciat prețul scăzut de vânzare, dar au criticat lipsa funcțiilor multiplayer.

Editorii revistei Computer Games Magazine⁠(d) a fost luat în calcul la premiul pentru „cel mai bun joc de rol” din 2005. S-a clasat pe locul doi în lista lor cu primele 10 jocuri pe computer ale anului. Fate a fost, de asemenea, finalist la premiile PC Gamer US din 2005 la categoria cel mai bun joc de rol, care în cele din urmă, a fost acordat lui Dungeon Siege II⁠(d).